# Metallurg Novokuzněck
Metallurg Novokuzněck (rusky Металлург Новокузнецк) je profesionální ruský hokejový tým, který do sezóny 2016/17 hrál Kontinentální hokejovou ligu. Byl založen v roce 1949, od ročníku 2017/18 působí ve VHL.

## Historické názvy
- Metallurg Stalinsk (1949 – 1961)
- Metallurg Novokuzněck (1961 – )

## Přehled účasti v KHL
| Rusko                       |        |          |                   |
| Sezóny                      | Soutěž | Play off | Kapitán           |
| 2008/2009                   | KHL    | Ne       | bez kapitána      |
| 2009/2010                   | KHL    | Ne       | Maxim Galanov     |
| 2010/2011                   | KHL    | Ne       | Alexej Kosourov   |
| 2011/2012                   | KHL    | Ne       | Alexej Kosourov   |
| 2012/2013                   | KHL    | Ne       | bez kapitána      |
| 2013/2014                   | KHL    | Ne       | Alexej Kosourov   |
| 2014/2015                   | KHL    | Ne       | Alexej Kosourov   |
| 2015/2016                   | KHL    | Ne       | Alexander Romanov |
| 2016/2017                   | KHL    | Ne       | Fjodor Poliščuk   |
| Zdroj na Eliteprospects.com |        |          |                   |

## Češi a Slováci v týmu
| Ročník    | Hráči ČR – Zde                              | Hráči SR – Zde               | Linky |
| --------- | ------------------------------------------- | ---------------------------- | ----- |
| 2001/2002 | nikdo                                       | Igor Murín                   |       |
| 2002/2003 | nikdo                                       | nikdo                        |       |
| 2003/2004 | Jiří Marušák, Angel Nikolov, Zdeněk Skořepa | Jan Zlocha                   |       |
| 2004/2005 | Jiří Marušák, Angel Nikolov                 | nikdo                        |       |
| 2005/2006 | nikdo                                       | Martin Bartek, Richard Kapuš |       |
| 2006/2007 | Vladimír Hudáček                            | Richard Kapuš                |       |
| 2007/2008 | nikdo                                       | Peter Podhradský             |       |
| 2008/2009 | Jan Horáček, Miloslav Hořava                | Richard Kapuš                |       |
| 2009/2010 | Jiří Marušák, Miloslav Hořava               | Richard Kapuš                |       |
| 2010/2011 | Václav Nedorost                             | nikdo                        |       |
| 2011/2012 | nikdo                                       | nikdo                        |       |
| 2012/2013 | nikdo                                       | nikdo                        |       |
| 2013/2014 | nikdo                                       | nikdo                        |       |
| 2014/2015 | Tomáš Rachůnek                              | nikdo                        |       |
| 2015/2016 | Filip Novotný, Robert Kousal                | Kristian Kudroč              |       |
| 2016/2017 | nikdo                                       | nikdo                        |       |